# Bonoso (cônsul em 344)
Flávio Bonoso (em latim: Flavius Bonosus) foi um oficial romano do século IV, ativo durante o reinado dos imperadores Constante I (r. 337–350) e Constâncio II (r. 337–361).

## Vida
Talvez era o homem perfeitíssimo e mestre dos soldados do Ocidente citado em estampas de tijolos da Panônia Superior datadas de antes de 344. Em 344, foi cônsul posterior com Domício Leôncio até abril ou maio, quando é substituído por Júlio Salústio. Em 347, foi mestre da cavalaria sob Constâncio II.